# Подосовцы
Подосо́вцы (бел. Падасоўцы) — деревня в Барановичском районе Брестской области Белоруссии. Входит в состав Миловидского сельсовета. Население по переписи 2019 года — 15 человек.
Название исходит от мест, расположенных около осиновых зарослей.

## География
Расположена в 33,5 км (44 км по автодорогам) к юго-западу от центра Барановичей, на расстоянии 6 км (9,5 км по автодорогам) к юго-западу от центра сельсовета, агрогородка Миловиды, у границы с Ивацевичским районом.

## История
В 1905 году — выселок Добромысльской волости Слонимского уезда Гродненской губернии.
После Рижского мирного договора 1921 года — в составе гмины Добромысль Слонимского, затем Барановичского повета Новогрудского воеводства Польши.
С 1939 года деревня в составе БССР, в 1940–57 годах — в Бытенском районе Барановичской, с 1954 года Брестской области. Затем передана в Барановичский район. С конца июня 1941 года до июля 1944 года была оккупирована немецко-фашистскими войсками.

## Население
На 1 июля 2021 года насчитывалось 13 жителей в 6 дворах, из них 2 ребёнка, 8 — в трудоспособном возрасте, 3 — старше трудоспособного возраста.
| Численность населения (по переписи) | Численность населения (по переписи) | Численность населения (по переписи) | Численность населения (по переписи) | Численность населения (по переписи) |
| 1921                                | 1959                                | 1999                                | 2009                                | 2019                                |
| ----------------------------------- | ----------------------------------- | ----------------------------------- | ----------------------------------- | ----------------------------------- |
| 83                                  | ↗616                                | ↘51                                 | ↘30                                 | ↘15                                 |